# Сексуальное здоровье

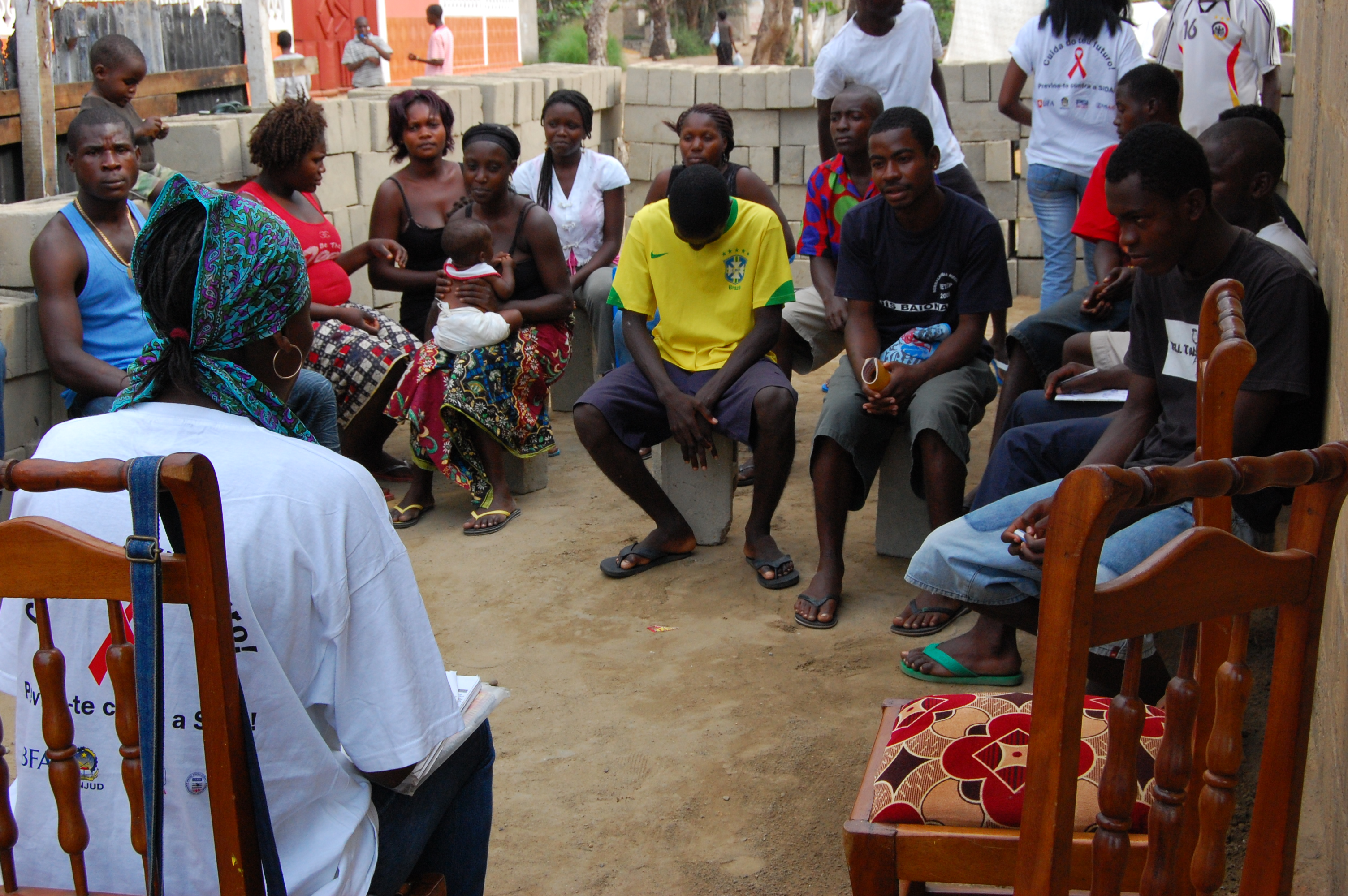
Образование в области общественного здравоохранения в отношении профилактики ВИЧ и СПИДа на просветительской сессии в Анголе.

Сущность репродуктивного здоровья — состояние полного соматического, эмоционального, интеллектуального и социального благополучия в отношении сексуальности. Оно затрагивает репродуктивные процессы, функции и системы на всех этапах жизни. Сексуальное здоровье предполагает позитивное отношение к сексуальности и половым отношениям, возможность безопасно вести половую жизнь, приносящую удовлетворение, отсутствие принуждения, а также дискриминации и насилия. Достижение и поддержание сексуального здоровья связано с реализацией присущих людям сексуальных прав.
Репродуктивное здоровье подразумевает, что люди способны вести безопасную сексуальную жизнь, и что они способны к самостоятельному решению, когда, и как часто заниматься сексом. Мужчины и женщины должны быть информированы и иметь доступ к безопасным, эффективным, доступным и приемлемым методам контроля рождаемости. Кроме того, для рождения здорового ребёнка доступны соответствующие медицинские услуги по вопросам сексуальной и репродуктивной медицины, а также санитарные нормы, благодаря которым женщины могли безопасно пережить беременность и роды, увеличивая шансы родить здорового ребёнка.
Люди сталкиваются с неравенством в услугах репродуктивного здоровья. Неравенство варьируется в зависимости от социального и экономического статуса, уровня образования, возраста, этнической принадлежности, религии и ресурсов, имеющихся в их среде. Например, возможно, что люди с низким доходом не имеют ресурсов для соответствующего медицинского обслуживания, и знаний, чтобы решить, что подходит для поддержания репродуктивного здоровья.

## Репродуктивное здоровье
В 2008 году ВОЗ оценила, что «Репродуктивное и сексуальное нездоровье составляет 20 % плохого здоровья женщин и 14 % для мужчин». Репродуктивное здоровье является частью сексуальных и репродуктивных прав. По данным Фонда ООН в области народонаселения (ЮНФПА), неудовлетворённые потребности в сексуальном и репродуктивном здоровье лишают женщин права делать «решающий выбор в отношении своего собственного тела», что сказывается на благосостоянии семьи. Женщины рожают и, как правило, воспитывают детей, поэтому их репродуктивное здоровье неотделимо от гендерного равенства. Нарушение таких прав также усугубляет бедность.

## Здоровье подростков

Коэффициент рождаемости среди подростков на 1000 женщин в возрасте 15-19 лет, 2000—2009 годы

Здоровье подростков является глобальной проблемой и сопряжено с множеством дополнительных и разнообразных осложнений по сравнению с репродуктивным здоровьем взрослых. Такими проблемами являются ранняя беременность и воспитания детей, трудности с доступом к контрацепции, безопасные аборты, отсутствие доступа к медицинскому обслуживанию, а также высокий уровень распространения ВИЧ-инфекции и венерических заболеваний. Каждый из них может быть подвержен влиянию внешних политических, экономических и социально-культурных факторов. Большинству несовершеннолетних девушек ещё предстоит пройти этапы роста своего тела, поэтому наличие беременности подвергает их дополнительной предрасположенности к осложнениям. Эти осложнения варьируются от анемии, ВИЧ и других ЗППП, и до послеродового кровотечения и других послеродовых осложнений, расстройств психического здоровья, таких как депрессия и суицидальные мысли или их попытки. В 2016 году уровень рождаемости среди подростков в возрасте от 15 до 19 лет составлял 45 на 1000 человек. В 2014 году каждый третий сталкивался с сексуальным насилием и более 1,2 миллиона человек умерли. Тремя основными причинами смерти среди женщин в возрасте 15-19 лет являются осложнения во время и после беременности 10,1 %, самоповреждения 9,6 % и дорожные происшествия 6,1 %.
Причины подростковой беременности разнообразны. В развивающихся странах молодые женщины вынуждены вступать в брак по разным причинам. Одна из причин заключается в том, что дети должны помогать с работой, другая — в системе приданого для увеличения дохода семьи, третья — из-за ранее заключённых браков. Эти причины связаны с финансовыми потребностями семьи девочек, культурными нормами, религиозными убеждениями и внешними конфликтами.
Беременность в подростковом возрасте, особенно в развивающихся странах, сопряжена с повышенным риском для здоровья и способствует повторению циклов бедности. Доступность и тип полового воспитания для подростков отличаются в разных частях мира. ЛГБТ-подростки могут столкнуться с дополнительными проблемами, если они живут в местах, где гомосексуальное поведение социально не одобрено или незаконно; в крайних случаях последствия могут проявляться депрессией, социальной изоляцией и даже самоубийством.

## Материнское здоровье

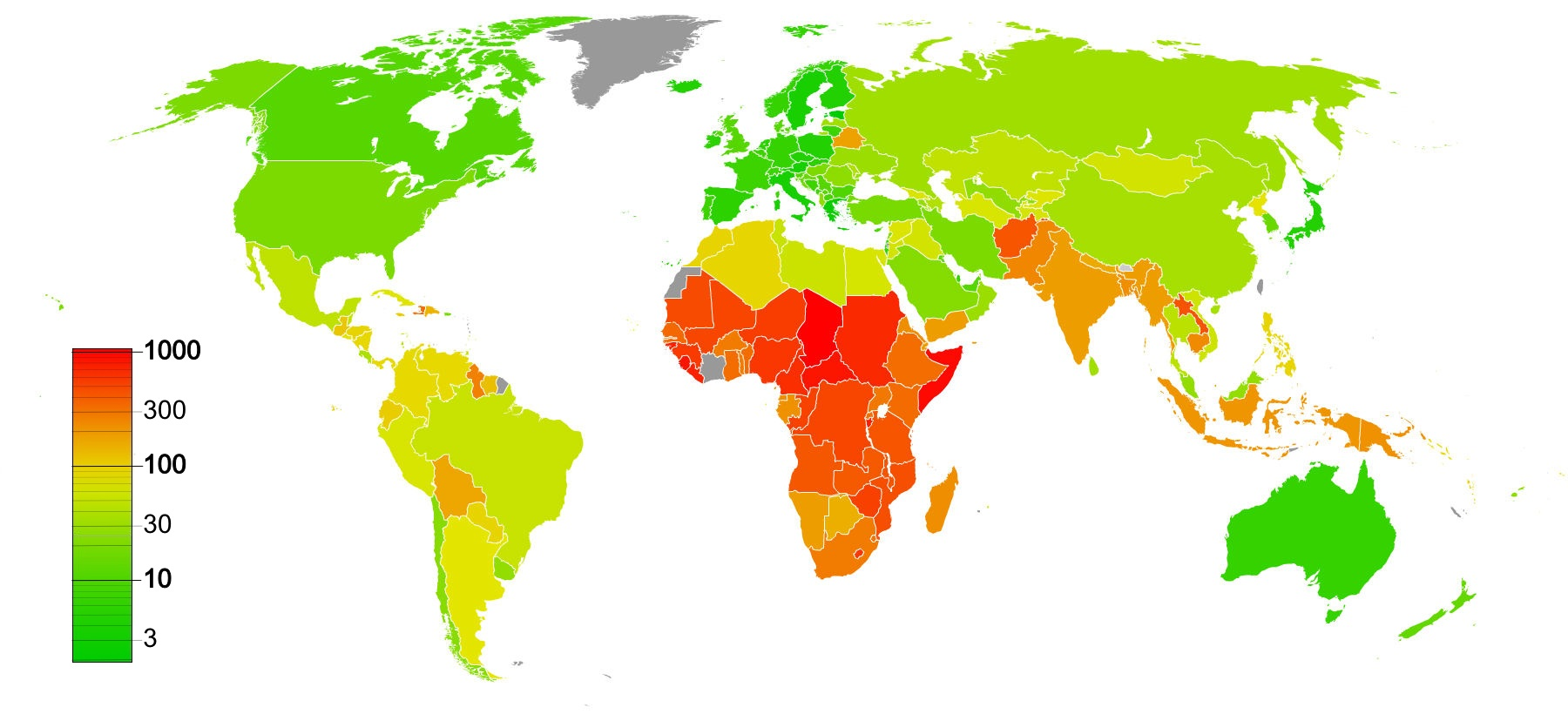
Коэффициент материнской смертности во всем мире, определяемый числом материнских смертей на 100 000 живорождений по любой причине, связанной с беременностью или её лечением или усугубленной ею, за исключением случайных причин.

Девяносто девять процентов случаев материнской смертности происходит в развивающихся странах, а за 25 лет материнская смертность в мире снизилась до 44 %. По статистике, шансы женщины на выживание во время родов тесно связаны с её социально-экономическим статусом, доступом к здравоохранению, местом проживания, и культурными нормами. Женщины в развивающихся странах имеют ограниченный доступ к услугам по планированию семьи, различным культурным практикам, информации, помощнику при родах, дородовому уходу, контролю рождаемости, послеродовому уходу. У них обычно отсутствие доступа к медицинскому обслуживанию и, как правило, находятся в бедности. В 2015 году страны с низким уровнем дохода имели доступ к услугам дородового наблюдения в среднем на 40 % и это можно было предотвратить. Все эти причины приводят к увеличению материнской смертности.
Одной из международных целей в области устойчивого развития, разработанных Организацией Объединённых Наций, является улучшение материнского здоровья путём целевого уменьшения до 70 случаев смерти на 100 000 живорождения к 2030 году. Большинство моделей материнского здоровья охватывают планирование семьи, до зачатия, дородовой и послеродовой уход. Во время родов женщины обычно умирают от сильных кровотечений, инфекций. Во время беременности от высокого кровяного давления, осложнений при родах или небезопасных абортов (не путать с безопасными). Так же осложнения при беременности и региональные связанные с такими заболеваниями, как малярия и СПИД во время беременности. Чем моложе женщина, когда она рожает, тем больше она и её ребёнок подвергаются риску осложнений и смерти.
Существует значительная связь между качеством предоставляемых материнских услуг и более высоким финансовым положением в стране. Африка к югу от Сахары и Южная Азия иллюстрируют это, поскольку эти регионы значительно лишены медицинского персонала и доступности здравоохранения. Большинство стран предоставляют свои медицинские услуги за счет сочетания средств из государственных налоговых поступлений и местных домохозяйств. Более бедные страны или регионы с чрезвычайно концентрированным богатством могут оставить граждан на больничный без присмотра или не обращать на них внимания[проверить перевод]. Тем не менее, отсутствие надлежащего руководства может привести к тому, что государственные секторы страны будут неправильно управляться или работать плохо, несмотря на ресурсы и статус этой страны. Кроме того, более бедные страны, финансирующие свои медицинские услуги за счет налогов, создают большую финансовую нагрузку для населения и, по сути, для самих матерей. Особо подчеркивается ответственность и подотчетность со стороны секторов психического здоровья в отношении того, что именно будет способствовать снижению качества материнского здоровья во всем мире. Воздействие различных мероприятий по охране материнства по всему миру колеблется по-разному и является весьма неравномерными. Это является результатом отсутствия политической и финансовой привязанности этой проблеме, поскольку большинство программ безопасного материнства на международном уровне вынуждены бороться за значительное финансирование. Некоторые считают, что, если глобальные инициативы по выживанию будут поощряться и надлежащим образом финансироваться, это окажется взаимовыгодным для международного сообщества. Инвестирование в охрану здоровья матери в конечном итоге приведет к решению ряда проблем, таких как: гендерное неравенство, бедность и общие мировые стандарты здравоохранения.

## Безопасный секс
Безопасный секс — сексуальная активность с использованием методов или устройств (таких как презервативы) для снижения риска передачи или приобретения заболеваний, передаваемых половым путем (ЗППП), особенно ВИЧ-инфекцию.
Хотя некоторые методы безопасного секса (например, презервативы) также могут использоваться в качестве контроля над рождаемостью (контрацепция), большинство форм контрацепции не защищают от ЗППП. Аналогичным образом, некоторые практики безопасного секса, такие как выбор партнера и сексуальное поведение с низким риском, могут не быть эффективными формами контрацепции

## Контрацепция

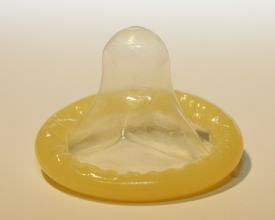
Презерватив мужской в свёрнутом виде

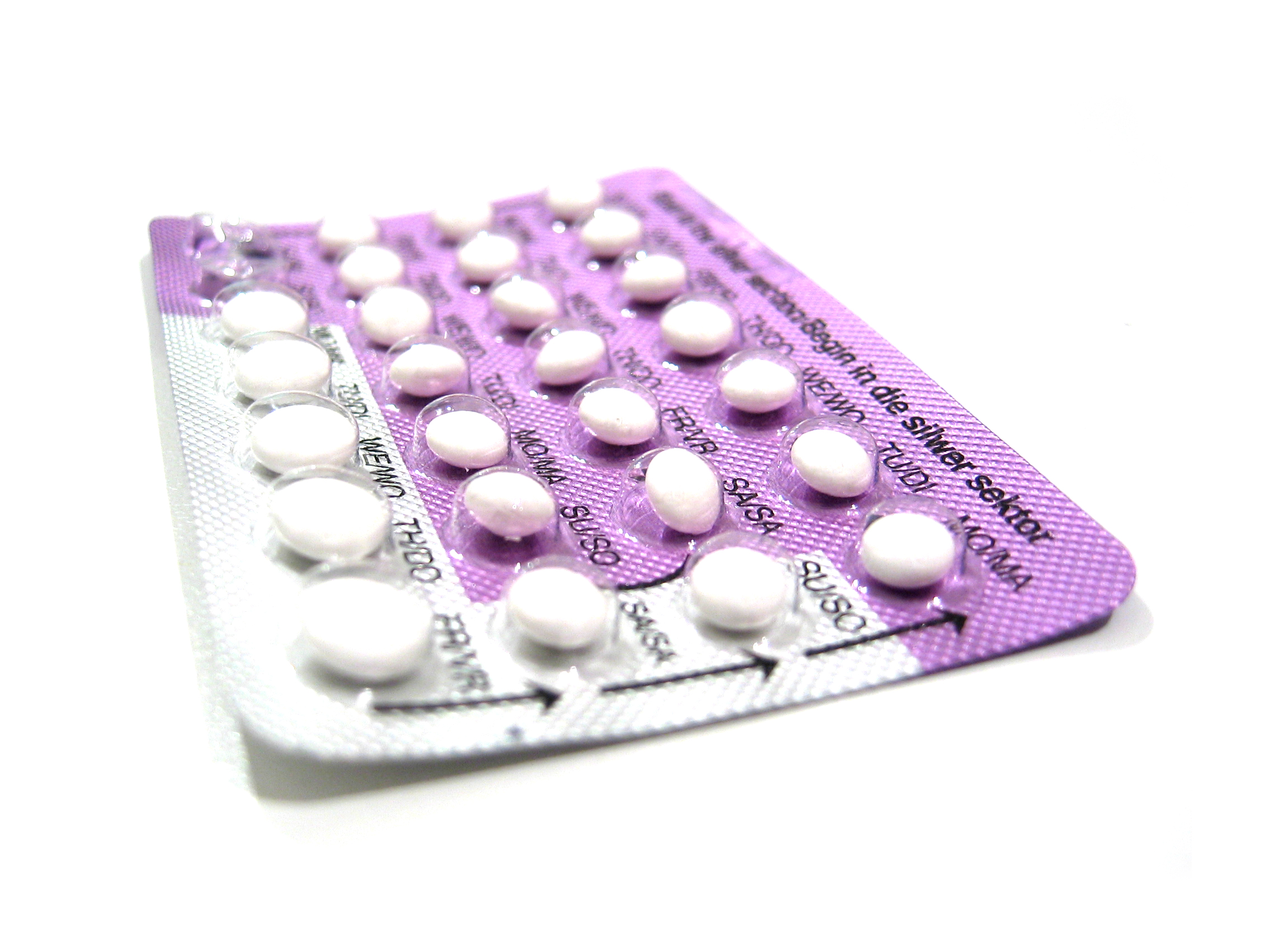
Таблетки комбинированного гормонального орального контрацептива

В развивающихся регионах мира насчитывается около 214 миллионов женщин, которые хотят избежать беременности, но не могут использовать безопасные и эффективные методы планирования семьи. При правильном применении комбинированные пероральные противозачаточные таблетки более чем на 99 % эффективны для предотвращения беременности. Тем не менее, они не защищаеют от венерических заболеваний. Некоторые методы, такие как использование презервативов, обеспечивают защиту как от ЗППП, так и от нежелательной беременности. Существуют также естественные методы планирования семьи, которые могут предпочитать религиозные люди, но некоторые очень консервативные религиозные группы, такие как движение «Quiverfull», также выступают против этих методов, потому что они выступают за максимизацию деторождения.
Существует много видов контрацептивов. Один из видов контрацептивов включает в себя барьерные методы. Один барьерный метод включает в себя презервативы для мужчин и женщин. Оба типа препятствуют проникновению сперматозоидов в матку женщины, тем самым предотвращая наступление беременности. Другим типом контрацепции является противозачаточная таблетка, которая предотвращает овуляцию, комбинируя химические вещества, прогестин и эстроген. Многие женщины в США используют противозачаточные средства, однако они часто прекращают это делать из-за побочных эффектов. Они могут возникнуть при использовании таблетки, а также из-за того, что некоторые медицинские работники не воспринимают всерьез озабоченность женщин по поводу негативных побочных эффектов. Применение противозачаточных таблеток широко распространено в западных странах, и две формы комбинированных оральных контрацептивов включены в Список основных лекарственных средств Всемирной организации здравоохранения, наиболее важных лекарств, необходимых в базовой системе здравоохранения.

## Аборт

Правовой статус легальности абортов в мире
Разрешён.
Разрешён, при изнасиловании, по социоэкономическим факторам, медицинским показаниям, при выраженности патологии матери и плода.
Запрещён за исключением: изнасилования, выраженности патологии матери и плода, по медицинским показаниям, и/или наличии психических расстройств.
Запрещён за исключением: изнасилования, выраженности патологии матери, по медицинским показаниям и/или наличии психических расстройств.
Запрещён за исключением: выраженности патологии матери и плода, по медицинским показаниям и/или наличии психических расстройств.
Запрещён за исключением: выраженности патологии матери и плода
Запрещён, без исключений.
Нет информации.

Аборты подразделяются на безопасные и небезопасные. Безопасным называется аборт, который проводится при участии квалифицированного специалиста (врача, акушерки, медицинской сестры) с помощью одобренных и рекомендованных методов и в подходящем для этого медицинском учреждении. Безопасный аборт в подавляющем большинстве случаев не влияет на здоровье (в том числе репродуктивное). Также научные исследования не подтверждают связи между безопасным абортом в первом триместре и неблагоприятными исходами последующих беременностей. Количество данных по абортам во втором триместре беременности меньше, однако и они не показывают влияние безопасного аборта на последующие беременности.
Аборт считается небезопасным, если проводится человеком без медицинского образования или не имеющим необходимой подготовки, в антисанитарных условиях или его производит сама женщина.
Во всем мире ежегодно происходит около 25 миллионов небезопасных абортов. Подавляющее большинство таких небезопасных абортов происходит в развивающихся странах Африки, Азии и Латинской Америки.

#### Смертность от осложнений аборта
В России смертность в результате осложнений искусственного медицинского аборта составляет 0-3 случая на 100 тысяч живорождений, или 0,05 % от всей материнской смертности.
По данным ВОЗ, в странах, где женщины имеют доступ к безопасным абортам, вероятность смерти вследствие аборта, выполненного с использованием современных методов, не превышает 1 на 100 000 вмешательств. Для сравнения, в странах, не обеспечивающих доступ женщин к безопасным абортам, вероятность смерти от осложнений аборта на ранних сроках составляет 0,9-3,5 на 1000 вмешательств. Ежегодно в мире из 500 тыс. женщин детородного возраста, погибающих от причин, связанных с беременностью, 15 % случаев составляет смертность в результате осложнений небезопасного аборта, причём 98 % смертей приходится на развивающиеся страны.

## Заболевания

### Инфекции, передающаяся половым путем
| Нет данных <0.10 0.10–0.5 0.5–1 | 1–5 5–15 15–50 |

Смертность от сифилиса в 2012 году на миллион человек

Расчётная Распространённость заболевания в % ВИЧ среди молодежи (15-49 лет) на страну по состоянию на 2011 год
Нет данных
<0.10
0.10–0.5
0.5–1
1–5
5–15
15–50

Заболевания, передающиеся половым путём (ЗППП), или инфекции, передаваемые половым путём (ИППП) — под этими терминами понимают инфекционные заболевания, наиболее частым путём заражения которых является половой контакт.
CDC анализирует восемь наиболее распространенных ЗППП хламидиоз, гонорею, вирус гепатита B (HBV), вирус простого герпеса типа 2 (HSV-2), вирус иммунодефицита человека (ВИЧ), вирус папилломы человека (HPV), сифилис и трихомониаз.
В мире насчитывается более 600 миллионов случаев ЗППП и более 20 миллионов новых случаев в Соединенных Штатах. Такая высокая заболеваемость ложится тяжелым бременем на местную и мировую экономику.
После того, как лица, ведущие половую жизнь, узнают о случаях передачи инфекции, пропаганде использования презервативов, вмешательствах, направленных на ключевые и уязвимые группы населения, в рамках комплексных курсов или программ по половому просвещению, происходит значительное снижение показателей ЗППП. Политика Южной Африки направлена на удовлетворение потребностей женщин, подверженных риску заражения ВИЧ, ВИЧ-положительных, а также их партнеров и детей. Эта политика также поощряет проведение скрининговых мероприятий, связанных с сексуальным здоровьем, таких как консультирование и тестирование на ВИЧ, а также тестирование на другие ЗППП, туберкулез, рак шейки матки и рак молочной железы.

## Детский и принудительный брак

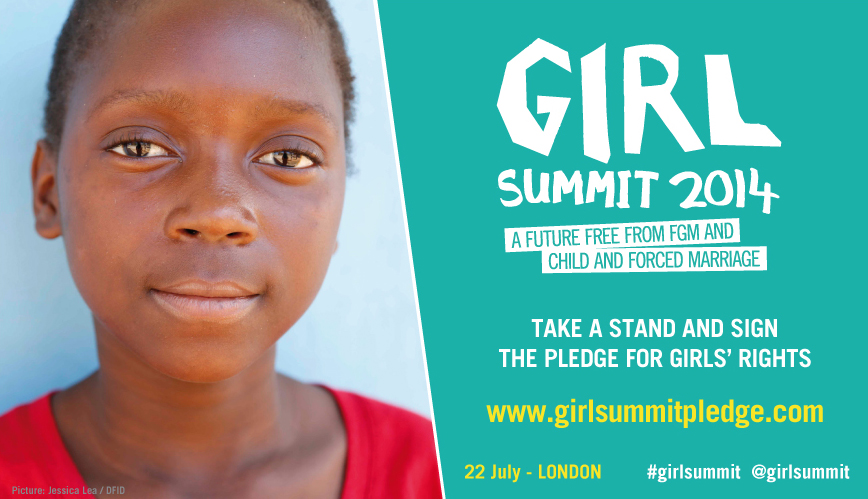
Плакат ребёнка против принудительного брака.

Практика принуждения молодых девушек к раннему браку, распространенная во многих частях мира, угрожает их репродуктивному здоровью. По данным Всемирной организации здравоохранения:

Сексуальное и репродуктивное здоровье женщины в детском браке может оказаться под угрозой, так как этих молодых девушек часто заставляют вступать в половые отношения со старшим супругом с большим сексуальным опытом. Супруге часто не хватает статуса и знаний, чтобы договориться о безопасном сексе и методах контрацепции, увеличивая риск заражения ВИЧ или другими инфекциями, передающимися половым путём, а также вероятность беременности в раннем возрасте.
Оригинальный текст (англ.)The sexual and reproductive health of the female in a child marriage is likely to be jeopardized, as these young girls are often forced into sexual intercourse with an older male spouse with more sexual experience. The female spouse often lacks the status and the knowledge to negotiate for safe sex and contraceptive practices, increasing the risk of acquiring HIV or other sexually transmitted infections, as well as the probability of pregnancy at an early age.

В Нигере самая высокая распространенность детских браков в возрасте до 18 лет в мире, в то время как в Бангладеш самый высокий уровень брака среди девушек в возрасте до 15 лет. Такие явления, как покупка невесты и приданое, могут способствовать детским и принудительным бракам.

## Увечье женских половых органов
Же́нское обреза́ние — частичное или полное удаление внешних женских гениталий (головки клитора, больших и малых половых губ), проводимое без медицинских показаний. Как правило, производится из религиозных, ритуальных соображений. Обычно связывается с исламом, хотя отношение исламских богословов к подобным обрядам неоднозначно. Многие мусульманские теологи издали фетву, признающую женское обрезание грехом. В Йемене женское обрезание запрещено законом и религией. С 1997 года женское обрезание запрещено в Египте, за исключением случаев «медицинской необходимости». Некоторые врачи продолжают делать операции, используя эту оговорку. В большинстве случаев проводится вне медицинских учреждений людьми без специального образования, что приводит к большому риску осложнений.
По данным ЮНИСЕФ, эту процедуру перенесли по меньшей мере 200 миллионов женщин в 30 странах мира. 44 миллиона пострадавших составляют девочки в возрасте до 15 лет. Эта практика наиболее распространена в западных, восточных и северо-восточных районах Африки, в некоторых странах Азии и Ближнего Востока, а также среди некоторых групп иммигрантов из этих регионов. В России практика калечащих операций на женских гениталиях зафиксирована в Дагестане.
Калечащие операции на женских половых органах не приносят никакой пользы для здоровья. При этом их последствия включают инфекции и сепсис; затруднения мочеиспускания и выхода менструальной крови; прогрессирующие инфекции мочевого пузыря и мочевыводящих путей, кисты, бесплодие, повышенный риск осложнений во время родов и смерти новорожденных детей. Калечащие операции на женских половых органах признаны нарушением прав девочек и женщин на международном уровне. По оценке международных организаций, они укоренены в гендерном неравенстве и представляют собой крайнюю форму дискриминации женщин.